# Kay-Lee de Sanders
Kay-Lee de Sanders (Amsterdam, 6 gennaio 1998) è una calciatrice olandese, difensore del Milan.

## Carriera

### Club
Dopo aver disputato sette stagioni fra le professioniste con l'Ajax, il 5 giugno 2025 de Sanders viene ufficialmente ingaggiata a parametro zero dal Milan, in Serie A, con cui firma un contratto biennale, valido a partire dal 1º luglio seguente.

### Nazionale
De Sanders inizia a essere convocata dalla Federcalcio olandese fin dai 15 anni d'età, facendo tutta la trafila delle giovanili dall'under 15 alla formazione under 19.
Dopo aver disputato una serie di amichevoli con le due giovanili di fascia più giovane, nell'ottobre 2014 è inserita in rosa con la formazione under 17 che affronta la prima fase di qualificazione all'Europeo di Islanda 2015, giocando tutti i sei incontri in programma nelle due fasi senza che la sua nazionale riuscisse ad accedere alla fase finale.
Dal settembre 2015 sale in under 19, debuttando nella netta vittoria per 9-0 sulle pari età di Cipro, primo impegno delle oranje nella scalata dalle qualificazioni all'Europeo di Slovacchia 2016, condividendo il ritorno alla fase finale del torneo UEFA dopo la conquista del trofeo a Norvegia 2014. In questa occasione condivide tutto il percorso dei Paesi Bassi che, dopo aver chiuso vittoriosi la Fase élite nel gruppo 3, superano la fase a gironi da secondi ma a pari punti (6) della Francia, venendo poi eliminati in semifinale dalla Spagna. Rimasta in quota anche per la successiva edizione di Irlanda del Nord 2017, rivive tutte le fasi del precedente Europeo, scendendo in campo, intervallato da 2 presenze nel Torneo di La Manga 2017, in 4 delle 6 partite di qualificazione e le quattro della fase finale che, dopo aver chiuso al primo posto il gruppo B nella fase a gironi, viene ancora una volta eliminata dalla Spagna in semifinale il 17 agosto. Quello fu anche l'ultimo incontro giocato con la maglia color arancio per De Sanders.

## Statistiche

### Presenze e reti nei club
Statistiche aggiornate al 31 maggio 2025.
| Stagione        | Squadra         | Campionato      | Campionato | Campionato | Coppe nazionali | Coppe nazionali | Coppe nazionali | Coppe continentali | Coppe continentali | Coppe continentali | Altre coppe | Altre coppe | Altre coppe | Totale | Totale |
| Stagione        | Squadra         | Comp            | Pres       | Reti       | Comp            | Pres            | Reti            | Comp               | Pres               | Reti               | Comp        | Pres        | Reti        | Pres   | Reti   |
| --------------- | --------------- | --------------- | ---------- | ---------- | --------------- | --------------- | --------------- | ------------------ | ------------------ | ------------------ | ----------- | ----------- | ----------- | ------ | ------ |
| 2017-2018       | Ajax            | ED              | 7          | 0          | CO              | -               | -               | UWCL               | 0                  | 0                  | -           | -           | -           | 7      | 0      |
| 2018-2019       | Ajax            | ED              | 8+3        | 0          | CO              | -               | -               | UWCL               | 4                  | 0                  | -           | -           | -           | 15     | 0      |
| 2019-2020       | Ajax            | ED              | 6          | 0          | CO              | -               | -               | -                  | -                  | -                  | EC          | -           | -           | 6      | 0      |
| 2020-2021       | Ajax            | ED              | 11+6       | 0          | CO              | 2               | 0               | UWCL               | 2                  | 0                  | EC          | 5           | 0           | 26     | 0      |
| 2021-2022       | Ajax            | ED              | 20         | 0          | CO              | 2               | 0               | -                  | -                  | -                  | EC          | 3           | 0           | 25     | 0      |
| 2022-2023       | Ajax            | ED              | 20         | 0          | CO              | 1               | 0               | UWCL               | 2                  | 0                  | EC+SO       | 3+1         | 0+0         | 27     | 0      |
| 2023-2024       | Ajax            | ED              | 20         | 0          | CO              | 3               | 0               | UWCL               | 10                 | 0                  | EC+SO       | 1+1         | 0+0         | 35     | 0      |
| 2024-2025       | Ajax            | ED              | 1          | 0          | CO              | -               | -               | UWCL               | 1                  | 0                  | EC+SO       | -           | -           | 2      | 0      |
| Totale Ajax     | Totale Ajax     | Totale Ajax     | 102        | 0          | -               | 4               | 0               | -                  | 10                 | 0                  | -           | 2           | 0           | 118    | 0      |
| Totale carriera | Totale carriera | Totale carriera | 102        | 0          | -               | 4               | 0               | -                  | 10                 | 0                  | -           | 2           | 0           | 118    | 0      |

## Palmarès

### Club
- Campionato olandese: 3

Ajax: 2016-2017, 2017-2018, 2022-2023
- Coppa dei Paesi Bassi: 6

Ajax: 2013-2014, 2016-2017, 2017-2018, 2018-2019, 2021-2022, 2023-2024
- Eredivisie Cup: 1

Ajax: 2020-2021